# Valer Barna-Sabadus
Valer Barna-Sabadus (anche Valer Sabadus; Arad, 15 gennaio 1986) è un controtenore rumeno naturalizzato tedesco.

## Biografia
Valer Barna-Sabadus, controtenore di origine rumena, è nato nel 1986 ad Arad in Romania. Suo padre era violoncellista e sua madre pianista, perciò nonostante le ristrettezze dovute alla dittatura di Ceaușescu, ciò che in casa non mancava mai era la musica. 
Nel 1991, un anno dopo la morte del padre e approfittando della caduta del comunismo, la famiglia si trasferì in Germania; fino a quando la madre non riuscì a trovare lavoro come insegnante di pianoforte stettero in un campo profughi, poi si spostarono a Landau an der Isar nella Bassa Baviera.
A sei anni Valer suonava il violino e il pianoforte e cantava nel coro della scuola. La rivelazione del suo talento vocale avvenne all’età di 17 anni quando, dopo aver sentito Andreas Scholl, ne imitò il canto in falsetto e sua madre ascoltandolo capì che era un controtenore.
Quindi iniziò la sua specifica formazione vocale alla Hochschule für Musik und Theater München, con la professoressa Gabriele Fuchs, completando la sua formazione al conservatorio, come membro della Bayerische Theaterakademie August Everding, laureandosi nel 2013 con lode.
Nel 2009 debuttò con Riccardo Muti al Festival di Pentecoste di Salisburgo in Demofoonte di Niccolò Jommelli, successivamente si esibì anche al Ravenna Festival e all'Opéra national de Paris. Ha anche recitato nella produzione di Günter Krämer in La Clemenza di Tito, all'estate di Mozart a Schwetzingen, come Ruggiero nell'Orlando furioso di Antonio Vivaldi e come Endimione ne La Calisto di Francesco Cavalli all'Opera di Francoforte. Nel 2011 in Rinaldo all'Handel Festival di Halle con la Lautten Compagney. Si è esibito anche all'Opera di Colonia, all'Opera di Stato di Berlino, alla Semperoper di Dresda e più volte all'Opéra Royal de Versailles. Nel 2021 ha interpretato Nerone in L'incoronazione di Poppea al Teatro Olimpico di Vicenza.
Oltre al repertorio operistico, Sabadus si dedica anche a quello concertistico e di oratorio, fino alle opere contemporanee di Enjott Schneider, con collaborazioni non convenzionali come nei progetti: "Closer to Paradise" con la band classica SPARK, "Handel goes wild" con L'Arpeggiata, "Continuum" con il rapper Samy Deluxe,

e "Love Songs" con la cantante Dima Orsho e l'ensemble Musica Alta Ripa.
Il suo canto si caratterizza per tecnica e interpretazione: delicato ma anche drammatico, per coloritura ed estensione rientra nell'ambito del mezzosoprano.
È stato un artista esclusivo di SONY Classical dal 2013 al 2020.

## Repertorio
| Ruolo                                    | Titolo                    | Autore         |
| ---------------------------------------- | ------------------------- | -------------- |
| Endimione                                | Diana amante              | Bernabei       |
| Endimione                                | La Calisto                | Cavalli        |
| Giasone                                  | Il Giasone                | Cavalli        |
| Menelao                                  | Elena                     | Cavalli        |
| Giuliano Gordio                          | L'Eliogabalo              | Cavalli        |
| Irina                                    | Tri Sestri                | Eötvös         |
| Orfeo                                    | Orfeo ed Euridice         | Gluck          |
| Metello                                  | Silla                     | Graun          |
| Angelo                                   | Jephtha                   | Händel         |
| Armindo                                  | Partenope                 | Händel         |
| Rinaldo                                  | Rinaldo                   | Händel         |
| Ruggiero                                 | Alcina                    | Händel         |
| Serse                                    | Serse                     | Händel         |
| Teseo                                    | Teseo                     | Händel         |
| Iarba                                    | Didone abbandonata        | Hasse          |
| Leucippo                                 | Leucippo                  | Hasse          |
| Enea                                     | Didone abbandonata        | Jommelli       |
| Adrasto                                  | Demofoonte                | Jommelli       |
| Liscione                                 | La Dirindina              | Martini        |
| Nerone                                   | L'incoronazione di Poppea | Monteverdi     |
| Cherubino                                | Le nozze di Figaro        | Mozart         |
| Sesto                                    | La clemenza di Tito       | Mozart         |
| Totes Gretchen                           | Aventure Faust            | Müller-Wieland |
| Puck                                     | The Fairy Queen           | Purcell        |
| Erodiade, un giovane, il giovane siriano | Last Desire               | Ronchetti      |
| Semira                                   | Artaserse                 | Vinci          |
| Anastasio                                | Giustino                  | Vivaldi        |
| Ruggiero                                 | Orlando furioso           | Vivaldi        |

## Discografia

### Solista
- Bach & Telemann Arias, Kammerochester Basel, Ltg: Julia Schröder, Sony, 2021
- Caro Gemello – Farinelli e Metastasio, Valer Sabadus, Concerto Köln, Sony Classical, 2018
- Caldara, Antonio Caldara; Valer Sabadus, Ulrike Becker (Cello), Nuovo Aspetto, Sony Classical, 2015
- Mozart Castrato Arias, Wolfgang Amadeus Mozart; Valer Sabadus, recreation - Großes Orchester Graz, Michael Hofstetter, Oehms Classics, 2015
- Le belle immagini, Christoph Willibald Gluck; Valer Sabadus, Hofkapelle München, Alessandro De Marchi, Sony Classical, 2014
- Hasse reloaded, Johann Adolph Hasse; Valer Barna-Sabadus, Hofkapelle München, Michael Hofstetter, Oehms Classics, 2012
- Café - Orient meets Occident, Valer Sabadus, Pera Ensemble, Mehmet C. Yesilcay, Berlin Classics (Edel), 2012
- Baroque Oriental, Claudio Monteverdi, Ali Ufki, Giulio Caccini; Valer Barna-Sabadus, Pera Ensemble, Mehmet C. Yesilcay, Berlin Classics (Edel), 2011

### Compilation
- Alla Napoletana, Christina Pluhar & L'Arpeggiata, Céline Scheen, Bruno de Sá, Valer Sabadus, Luciana Mancini, Vincenzo Capezzuto, Alessandro Giangrande, Zachary Wilder, João Fernandes, Erato, 2021
- Les 3 contre-ténors - Le concourse de virtuosité des castrats, Filippo Mineccia • Samuel Mariño • Valer Sabadus - Contre-Ténors, Orchestre de l'Opéra Royal, Stefan Plewniak, direction, CD + DVD, Château de Versailles Spectacles, 2021
- La Lyra d'Orfeo & Arpa Davidica, Philippe Jaroussky, Veronique Gens, Jakub Józef Orliński, Valer Sabadus, Celine Scheen, Giuseppina Bridelli, L'Arpeggiata, Ltg: Christina Pluhar, Erato, 2019
- Händel Goes Wild, Georg Friedrich Händel; Valer Sabadus, Nuria Rial, L'Arpeggiata, Christina Pluhar, Erato Records, 2017
- Sacred Duets, Alessandro Scarlatti, Bernardo Pasquini, Giovanni Paolo Colonna, Domenico Gabrielli, Giovanni Battista Bononcini, Antonio Lotti, Antonio Caldara, Nicola Antonio Porpora, Giuseppe Torelli); Valer Sabadus, Nuria Rial, Kammerorchester Basel, Julia Schröder, Sony Classical, 2017
- The 5 Countertenors, Max Emanuel Cenčić, Xavier Sabata, Yuriy Mynenko, Vince Yi, Valer Sabadus; Armonia Atenea, George Petrou Decca, 2015
- Catone in Utica, L. Vinci; Valer Sabadus, Max Emanuel Cenčić, Franco Fagioli, Juan Sancho, Martin Mitterrutzner; Il Pomo d'Oro, Riccardo Minasi, Decca, 2014
- La clemenza di Tito, Gluck; Valer Barna-Sabadus, Aranzta Eszenarro, Laura Aikin, Rainer Trost, Flavio Ferri-Benedetti, Raffaella Milanesi; L'Arte del mondo, Werner Erhardt DHM, 2014
- Didone abbandonata, Johann Adolph Hasse; Theresa Holzhauser, Flavio Ferri-Benedetti, Valer Barna-Sabadus, Magdalena Hinterdobler; Hofkapelle München, Michael Hofstetter, Naxos, 2013
- Leonardo Vinci: Artaserse, Valer Sabadus, Philippe Jaroussky, Max Emanuel Cenčić, Franco Fagioli; Concerto Köln, Diego Fasolis, Virgin Classics (EMI), 2012
- Requiem Im Namen der Rose, Enjott Schneider, Ambiente Audio, 2012
- To touch, to kiss, to die – English Songs, John Dowland, Henry Purcell; Valer Sabadus, Olga Watts, Axel Wolf, Pavel Serbin, Oehms Classics, 2013
- Stabat Mater – Laudate Pueri, Giovanni Battista Pergolesi; Valer Barna-Sabadus (Countertenor), Terry Wey (Countertenor); Ensemble Barock Vocal Mainz, Neumeyer Consort, Michael Hofstetter, Oehms Classics, 2012
- 400 Jahre Marianische Männerkongregation – Festmusik in der Bürgersaalkirche München, Katja Stuber, Michael Hartmann, Benjamin Appl, Valer Barna-Sabadus, Robert Sellier, Markus Wolf; Munich Burgersaal Church Choir, Oehms Classics, 2010[15]

### Collaborazioni

#### Album realizzati insieme ad altri musicisti
- Closer To Paradise, album realizzato da Valer Sabadus e Spark, Berlin Classics 2022

## DVD
- Les 3 contre-ténors - Le concourse de virtuosité des castrats, Filippo Mineccia • Samuel Mariño • Valer Sabadus, Orchestre de l'Opéra Royal, Stefan Plewniak, Château de Versailles Spectacles, 2021
- Cavalli: Il Giasone, Valer Sabadus, Kristina Hammaström, Kristina Mkhitaryan, Willard White, Raul Gimenez, Dominique Visse, Mariana Flores, Migran Agadzharian; Cappella mediterranea, Leonardo Garcia Alarcon, Serena Sinigaglia, Grand Théâtre de Genève, Alpha Classics, 2018
- Leonardo Vinci: Artaserse, Valer Sabadus, Philippe Jaroussky, Max Emanuel Cenčić, Franco Fagioli; Concerto Köln, Diego Fasolis, Virgin Classics (EMI), 2014
- Francesco Cavalli, Elena; Emöke Barath, Valer Barna-Sabadus, Solenn'Lavanant Linke, Fernando Guimaraes, Emiliano Gonzalez Toro; Cappella Mediterranea, Leonardo Garcia Alarcon; Ricercar/Outhere Music, 2014

## Premi e riconoscimenti
- Musical America, New artist of the month, Juli 2009[1]
- ECHO Klassik 2012, Klassik-ohne-Grenzen-Preis[16]
- Preis der Deutschen Schallplattenkritik 2012[17] per il suo CD solista "Hasse Reloaded"
- ICMA Award, Young artist of the year vocal, 2013[18]
- Nomination: 56Th Grammy Award 2013[19] Nominations Best Opera Recording - Vinci: Artaserse
- ECHO Klassik 2015 – Solistische Einspielung des Jahres (Gesang / Opernarien): Valer Sabadus / Hofkapelle München / Alessandro De Marchi – C.W. Gluck: Le belle immagini.[20]
- Handel Prize 2020[21]
- Musikpreis der Stadt Duisburg 2021[22]
- Kulturpreis Bayern 2022[23]